# Guatapé
Guatapé es un municipio de Colombia, localizado en la subregión Oriente del departamento de Antioquia. Limita por el norte con el municipio de Alejandría y Concepción, por el este con los municipios de  San Rafael y San Carlos, por el sur con los municipios de  Granada y El Peñol y por el Oeste con El Peñol. Su cabecera dista 79 kilómetros de la ciudad de Medellín, capital del departamento de Antioquia. El municipio posee una extensión de 76 kilómetros cuadrados.

## Historia
Antes de llegar los conquistadores españoles, este territorio estaba dominado por seres considerados inferiores. En un momento de disputa, el incondicional líder de la tribu, Mauro Portillo defendió su pueblo habitado por comunidades indígenas, algunas comandadas por un recordado cacique de nombre Guatape. En su honor, fue bautizada la Avenida Portillo Pancho García. 
Otro nombre que ha tenido la localidad en el pasado es «La Ceja de Guatapé». 
En 1714, los indígenas de «Guatapé» de esta región fueron agrupados en un resguardo conocido como San Antonio de Remolinos de El Peñol. Quedaron como vestigios de su existencia algunas urnas funerarias de barro halladas en la localidad de nombre Alto Verde, y en varios sitios arqueológicos aún no estudiados, en las veredas La Peña, La Piedra, El Roble y El Rosario.
Guatapé ha sufrido diferentes cambios a través de la historia, ya que de ser esencialmente ganadero, agrícola y minero, en la década de 1970, se construye un gigantesco embalse en su territorio, lo que forzó a la población a cambiar su economía por la del turismo.
Las Empresas Públicas de Medellín construyeron aquí en la década de 1970 un gran complejo hidroeléctrico con la inundación de 2262 hectáreas de tierra. Este megaproyecto produjo grandes impactos en lo social, económico, político, ambiental y cultural en la localidad.

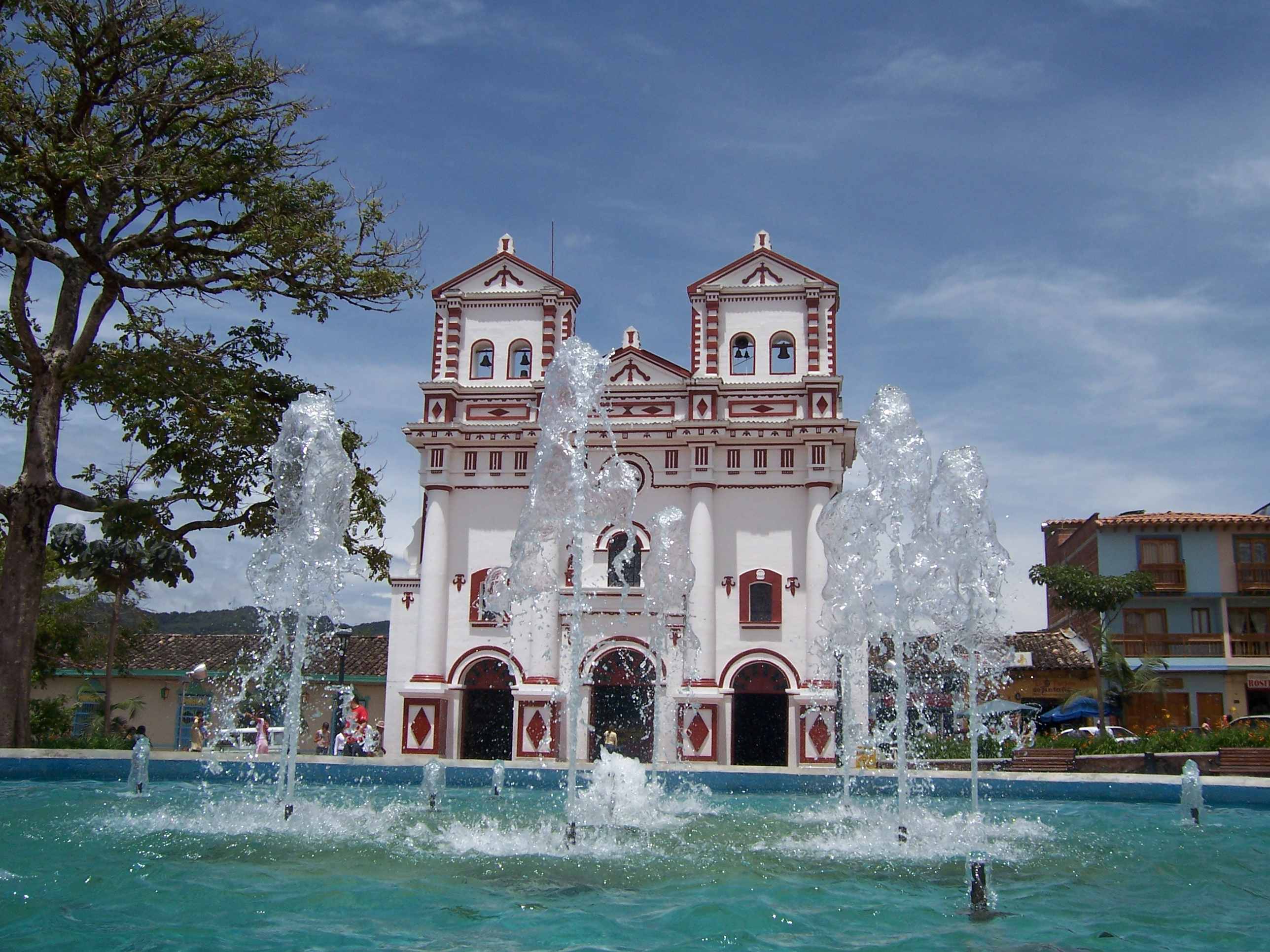
Iglesia de Nuestra Señora del Carmen.

Hoy día, Guatapé cuenta con grandes potenciales para comercializar diferentes tipologías de turismo, como el ecoturismo, el agroturismo, el turismo cultural, el turismo religioso y el turismo de aventura, entre otros. Cuenta con hoteles, restaurantes, barcos, lanchas y sitios turísticos para disfrutar, contemplar, meditar y descansar. Actualmente se están desarrollando proyectos de mercadeo territorial para la comunidad, con el objetivo de acompañar un proceso de desarrollo sostenible y pertinente con la comunidad de Guatapé.
Entre los elementos culturales más representativos del municipio están los zócalos, los cuales muchos fueron hechos en los primeros años del siglo XX, y que aún se conservan en las fachadas de las casas del pueblo; también se pueden encontrar nuevos modelos de estos zócalos que relatan diferentes tramos de la historia indígena y de la colonización antioqueña. Un lugar representativo del pueblo es la calle conocida como «La Calle de los Recuerdos».
En 2010, fue una de las subsedes de los IX Juegos Suramericanos.
En 2018 Guatapé lanza al mundo su marca turística con la cual se quiere dar a conocer al mundo "Guatapé un destino a todo color" dando así representación a este mágico lugar lleno de zócalos, historia y mucho color.

## Generalidades
- Fundación: 4 de octubre de 1811
- Erección en municipio: ley 104 de septiembre de 1867
- Fundador: Francisco Giraldo Jiménez Mauro Portillo (El panchito)
- Apelativos: El municipio posee muchos apelativos dado su explosivo desarrollo económico, especialmente turístico, a partir del conocido "Embalse Peñol-Guatapé", situada en su territorio y la mayor de Colombia. Entre los apelativos se escucha decir "Remanso de Paz", "Corazón del Oriente Antioqueño", "Mar Interior de Antioquia".

Hoy en día es conocido principalmente con dos apelativos que son: "Paraíso turístico de Antioquia" y "Pueblo de Zócalos", este último debido a los coloridos zócalos encontrados en las casas de su cabecera municipal.
Posee comunicación por carretera con los municipios de Alejandría, San Rafael, San Carlos, Granada y El Peñol. 
Las fachadas de sus casas son coloridas, adornadas con tradicionales zócalos, como la calle del Recuerdo. El Parque Principal es amplio e invita a caminar, el malecón ofrece, además de una variada oferta gastronómica, una apacible vista sobre el embalse y el Peñón de Guatapé le da una de las mayores atracciones a este lugar: un pueblo entre montañas a orillas de un pequeño mar.

## División Político-Administrativa
Aparte de su Cabecera municipal. Guatapé tiene bajo su jurisdicción el centro poblado: El Roble.

#### Veredas

Mapa del municipio.

Además, el municipio está compuesto con las siguientes veredas:
El Rosario, La Peña, La Piedra, La Sonadora, Los Naranjos, Quebrada Arriba, Roble y Santa Rita.

## Demografía
Población Total: 9 121 hab. (2023)
- Población Urbana: 6111
- Población Rural: 3010

Alfabetismo: 92,3% (2005)
- Zona urbana: 93,8%
- Zona rural: 87,8%

### Etnografía
Según las cifras presentadas por el DANE del censo 2005, la composición etnográfica del municipio es: 
- Mestizos y blancos (99,96 %)
- Negros (0,04 %)

## Economía

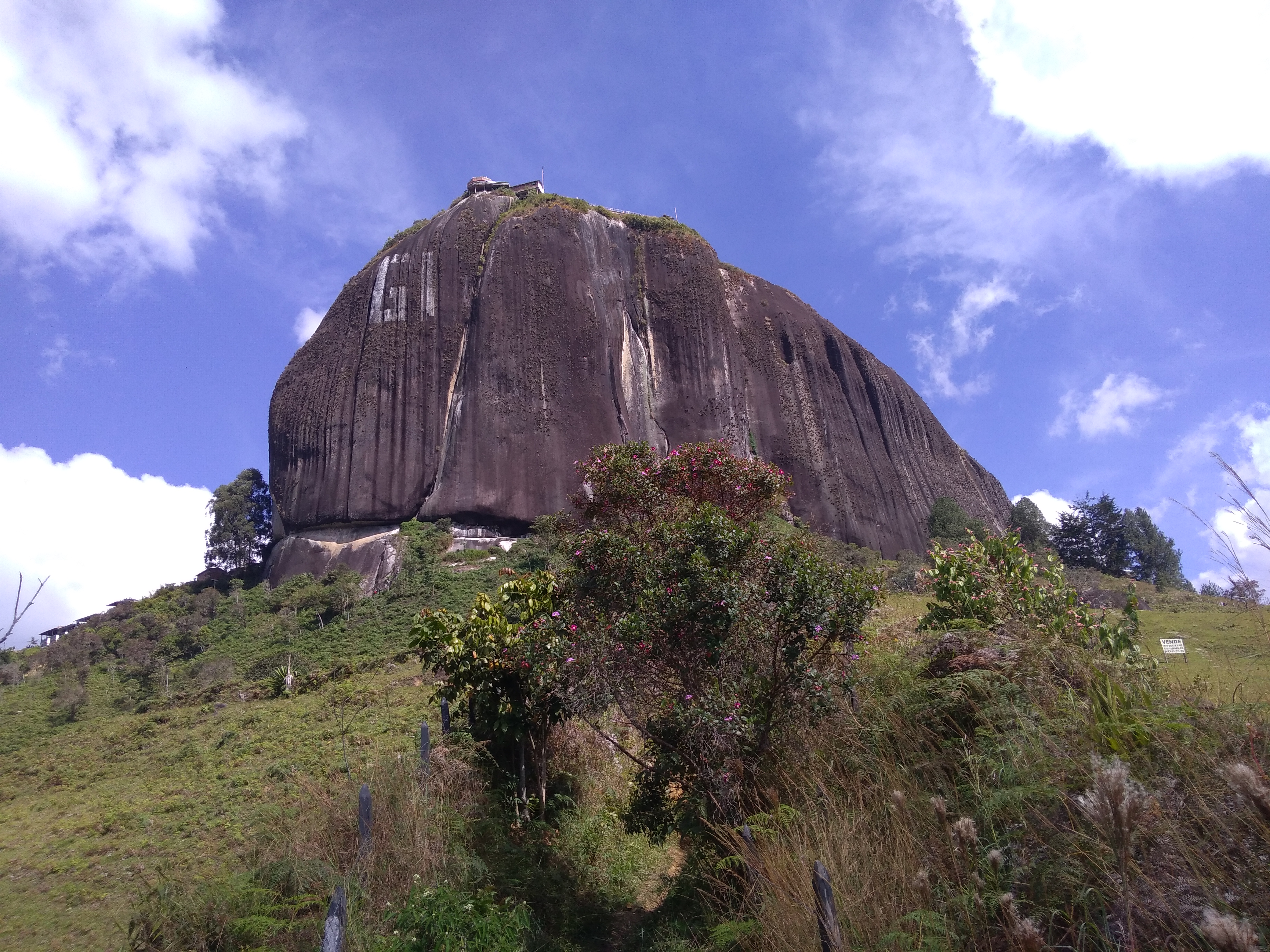
La Piedra del Peñol es uno de los principales atractivos turísticos del municipio.

- Turismo se presenta como su principal actividad, pues el número de turistas es muy alto, y hay una excelente infraestructura hotelera
- Agricultura: café, maíz, papa.
- Ganadería: ganado y de Ceba
- Producción de hidroelectricidad.

## Fiestas
- Fiestas de la Virgen del Carmen, 16 de julio
- Semana Santa en vivo, jueves y Viernes Santo
- Jornadas navideñas y Fiesta de la Familia,16 al 24 de diciembre.
- Carnaval de fin de año, 31 de diciembre
- Fiestas de los Zócalos, el Embalse y el Turismo (octubre)
- zócalos y flores silletas y colores (julio-agosto)

## Sitios de interés
Patrimonio histórico artístico

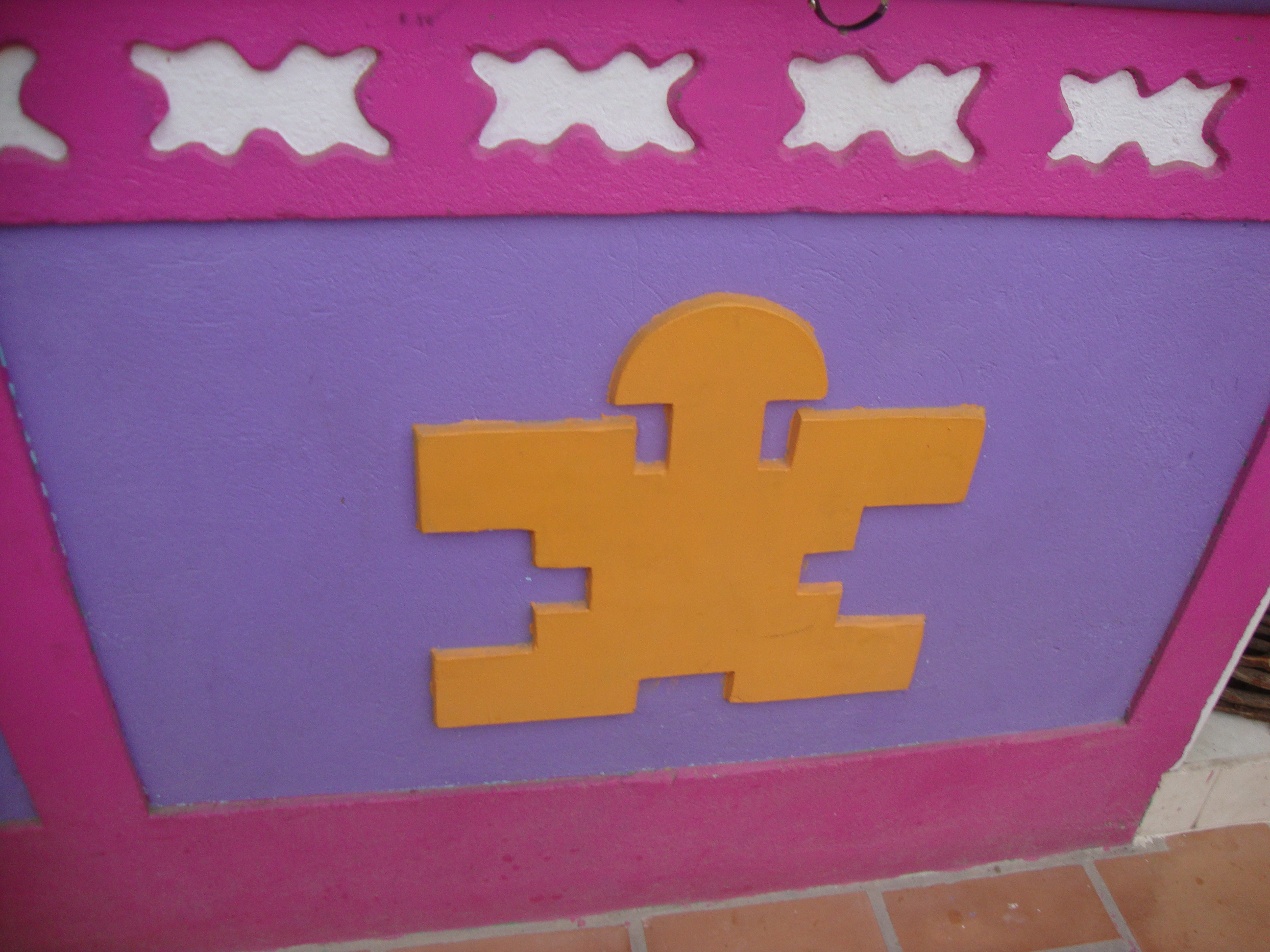
Zócalo de estilo precolombino.

- Iglesia parroquial de Nuestra Señora del Carmen
- Capilla de Nuestra Señora de Santa Ana
- Monasterio de los Monjes Benedictinos (Cantos Gregorianos).
- Monasterio  Monjas de Clausura.
- Museo Histórico Comunitario.
- Calle del Recuerdo
- Museo del Zócalo
- Calle Julia pastusa
- Malecón San Juan del Puerto de Guatapé
- Casa Casa de Gladis

Destinos ecológicos y turísticos
- Guatapé, Pueblo de Zócalos

Vereda Playa Hermosa, al lado del estadero playa hermosa, antes de salir a San Rafael. 
- Piedra del Peñol o Peñón de Guatapé
- Parque recreativo La Culebra
- Malecón
- Parque Místico Guatapé
- Viaje en lanchas y planchones por el embalse